# Żeglarstwo na Letnich Igrzyskach Olimpijskich 1976
Zawody zostały przeprowadzone w Kingston (Ontario) na Jeziorze Ontario między 19 lipca a 28 lipca 1976 w sześciu konkurencjach z czego pięć było rozgrywanych w formule open a jedna (klasa 470) tylko przez mężczyzn. Wystartowało 257 zawodników (256 mężczyzn oraz 1 kobieta) z 40 krajów. Polskę reprezentował Ryszard Blaszka w klasie Finn.

## Finn
| Złoto                 | Punktacja | Srebro                  | Punktacja | Brąz                      | Punktacja |
| NRD · Jochen Schümann | 35,4      | ZSRR · Andriej Bałaszow | 39,7      | Australia · John Bertrand | 46,4      |

## Klasa 470
| Złoto                           | Punktacja | Srebro                                     | Punktacja | Brąz                             | Punktacja |
| RFN · Frank Hübner · Harro Bode | 42,4      | Hiszpania · Toño Gorostegui · Pedro Millet | 49,7      | Australia · Ian Brown · Ian Ruff | 57,0      |

## Klasa Latający Holender
| Złoto                             | Punktacja | Srebro                                                      | Punktacja | Brąz                                      | Punktacja |
| RFN · Eckart Diesch · Jörg Diesch | 34,7      | Wielka Brytania · Julian Brooke-Houghton · Rodney Pattisson | 51,7      | Brazylia · Peter Ficker · Reinaldo Conrad | 52,1      |

## Klasa Soling
| Złoto                                                                | Punktacja | Srebro                                                                   | Punktacja | Brąz                                                    | Punktacja |
| Dania · Erik Hansen · Poul Richard Høj Jensen · Valdemar Bandolowski | 46,7      | Stany Zjednoczone · John Kolius · Richard Hoepfner · Walter Glasgow, Jr. | 47,4      | NRD · Dieter Below · Michael Zachries · Olaf Engelhardt | 47,4      |

## Klasa Tempest
| Złoto                                       | Punktacja | Srebro                                       | Punktacja | Brąz                                             | Punktacja |
| Szwecja · Ingvar Hansson · John Albrechtson | 14,0      | ZSRR · Wałentyn Mankin · Władysław Akymienko | 30,4      | Stany Zjednoczone · Conn Findlay · Dennis Conner | 32,7      |

## Klasa Tornado
| Złoto                                     | Punktacja | Srebro                                            | Punktacja | Brąz                               | Punktacja |
| Wielka Brytania · John Osborn · Reg White | 18,0      | Stany Zjednoczone · David McFaull · Mike Rothwell | 36,0      | RFN · Jörg Schmall · Jörg Spengler | 37,7      |

## Kraje uczestniczące
W zawodach wzięło udział 257 zawodników z 40 krajów
| - Argentyna (4) - Australia (12) - Austria (9) - Bahamy (1) - Belgia (3) - Bermudy (6) - Brazylia (8) - Dania (10) - Filipiny (3) - Finlandia (8) | - Francja (10) - Grecja (6) - Gwatemala (2) - Hiszpania (10) - Holandia (9) - Irlandia (6) - Izrael (2) - Japonia (5) - Jugosławia (1) - Kajmany (2) | - Kanada (12) - Kolumbia (2) - Meksyk (3) - Monako (3) - Norwegia (6) - Nowa Zelandia (8) - NRD (6) - Polska (1) - Portoryko (9) - Portugalia (2) | - RFN (12) - Stany Zjednoczone (12) - Szwajcaria (6) - Szwecja (13) - Tajlandia (2) - Węgry (1) - Wielka Brytania (12) - Włochy (12) - Wyspy Dziewicze Stanów Zjednoczonych (6) - ZSRR (12) |

## Klasyfikacja medalowa
| Lp. | Państwo           |   |   |   | Razem |
| --- | ----------------- | - | - | - | ----- |
| 1.  | RFN               | 2 | 0 | 1 | 3     |
| 2.  | Wielka Brytania   | 1 | 1 | 0 | 2     |
| 3.  | NRD               | 1 | 0 | 1 | 2     |
| 4.  | Szwecja           | 1 | 0 | 0 | 1     |
| 4.  | Dania             | 1 | 0 | 0 | 1     |
| 6.  | Stany Zjednoczone | 0 | 2 | 1 | 3     |
| 7.  | ZSRR              | 0 | 2 | 0 | 2     |
| 8.  | Hiszpania         | 0 | 1 | 0 | 1     |
| 9.  | Australia         | 0 | 0 | 2 | 2     |
| 10. | Brazylia          | 0 | 0 | 1 | 1     |